# بیمارستان ولیعصر (بردسکن)
بیمارستان ولیعصر با نام سابق بیمارستان دکتر اقبال یک بیمارستان ۱۱۱ تخت‌خوابی در بردسکن، استان خراسان رضوی است که در سال ۱۳۵۴ خورشیدی احداث شد.